# Parco nazionale di Bamingui-Bangoran
Il parco nazionale di Bamingui-Bangoran si trova nella prefettura di Bamingui-Bangoran, nel nord della Repubblica Centrafricana, al confine con il Ciad. È stato istituito nel 1979 e copre un'area di 11.191,1 km². 

## Territorio
Il parco confina con la riserva naturale di Vassako Bolo, di 860 km², e la riserva della biosfera di Gribingui-Bamingui, di 4380 km², a ovest, e con la riserva della biosfera di Koukourou-Bamingui (o Kuokuorou-Bamingui), di 1100 km², a sud. Anche la riserva di Avakaba, di 1750 km², più a nord, costituisce parte di questa rete di aree protette. I confini del parco nazionale sono delimitati a ovest e a sud dal fiume Bamingui, a nord dal fiume Bangoran e a est dalla strada che va da Kaga-Bandoro a Ndélé. Le precipitazioni annuali sono dell'ordine degli 800-900 mm. A causa della grande varietà delle condizioni climatiche, il numero di specie animali e vegetali è molto elevato.
Il parco nazionale si trova ad un'altitudine compresa tra i 350 e i 450 metri sul livello del mare. Entro i suoi confini sorgono anche diversi inselberg di granito. 

## Flora
La parte settentrionale del parco è caratterizzata dalla vegetazione tipica della savana sudanese orientale, quella meridionale da quella propria del mosaico di foresta e savana del Congo settentrionale. L'80% del parco nazionale è ricoperto da foresta, mentre il 19% è costituito da savana arbustiva ed erbosa. Le specie di albero dominanti sono Terminalia laxiflora, Isoberlinia doka e Anogeissus leiocarpa. Lungo i fiumi si trovano foreste a galleria, dove tra gli altri crescono alberi tipici delle foreste pluviali propri delle regioni più a sud. Dopo la stagione delle piogge si formano anche aree paludose. Nel nord del parco nazionale domina una savana erbosa di alte erbe dove crescono alberi sparsi di Mitragyna inermis, Lophira lanceolata e Crossopteryx febrifuga.

## Fauna
Entro i confini del parco nazionale vive un gran numero di animali selvatici, tra cui leoni, leopardi, licaoni, iene maculate e striate, nonché alcune specie di scimmie. Presenti in gran numero sono i bufali africani, gli eland giganti, diverse specie di cefalofi e i cobi, nonché gli alcelafi, i damalischi e le antilopi equine. Nelle zone di foresta a galleria vive anche il bongo. Dovrebbero essere presenti anche i rinoceronti neri. Gli elefanti, che nel 1982 ammontavano a 3680 unità, traggono beneficio dall'inaccessibilità della regione e dalla disponibilità di adeguate risorse alimentari e idriche. Nel corso dei censimenti effettuati negli anni '90 sono state registrate 374 specie di uccelli. Il parco nazionale, infatti, insieme alle aree protette adiacenti, gode dello status di Important Bird Area.
| Controllo di autorità | VIAF (EN) 5379154741651053110000 |